# Rachias aureus
Rachias aureus là một loài nhện trong họ Nemesiidae.
Rachias aureus được miêu tả năm 1920 bởi Mello-Leitão.